# سرتنگ (آذربایجان)
سرتنگ (به لاتین: Serteng) یک منطقه مسکونی در جمهوری آذربایجان است که در شهرستان قوبا واقع شده است.